# بولوگولا
بولوگولا (به لاتین: Bulugolla) یک منطقهٔ مسکونی در سری‌لانکا است که در استان مرکزی (سری‌لانکا) واقع شده‌است.